# Аутомобили (филм)
Аутомобили (енгл. Cars) је анимирани филм компанија Walt Disney Pictures и Pixar Movies из 2006. године, који су режирали Џон Лестер и Џо Ренфт. Гласове позајмљују Овен Вилсон, Пол Њумен (његова последња улога), Бони Хант, Кабл Лери, Тони Шалхауб, Чич Марин, Мајкл Велис, Џорџ Карлин, Пол Дули, Џенифер Луис, Гвидо Гуарони, Мајкл Китон, Кетрин Хелмонд, Џон Раценберер и Ричард Пети.
Филм је премијерно приказан 26. маја 2006. године у Конкорду, Северна Каролина, а у америчким биоскопима је изашао 9. јуна исте године, добио је позитивне критике и био је комерцијално успешан са зарадом од 462 милиона долара. Номинован је за два Оскара, укључујући онај за најбољи анимирани филм, али је изгубио од филма Плес малог пингвина (али је освојио награде Ени и Златни глобус за најбољи анимирани филм). Филм је реализован на ДВД формату 2006. и Блу-реј формату 2007. године.
Филм прате два наставка, Аутомобили 2 из 2011. и Аутомобили 3 из 2017. године. Спин-оф филм Авиони изашао је 9. августа 2013, кога прати наставак Авиони 2: Храбри ватрогасци из 2014. године. Такође је 2008. године изашла серија Аутомобили: Вукшине дуге приче на каналима Disney Channel и Disney XD.

## Радња
Врхунски млади тркач Муња Меквин вози своје прво финале Пистон купа, престижног Северноамеричког тркачког турнира и на крају стиже у стоти део секунде изједначен са већ искусним возачима Краљем и Чик Хиксом. Судије доносе одлуку да поновно финале у у Калифорнији возе само њих тројица. На путу до Калифорније Муња Меквин залута на путу 66 и упадне у забачени градић Радијатор Спрингс где ће упознати нове пријатеље Вукшу (Мејтера), Сели, Дока, Филмора, Гвида и Луиђија, Сарџа, Рамона и Фло, који на крају постају његов пит-стоп тим за Пистон куп.

## Улоге
| Име лика        | Енглески глас  | Српски глас           |
| --------------- | -------------- | --------------------- |
| Муња Меквин     | Овен Вилсон    | Данијел Сич           |
| Док Хадсон      | Пол Њумен      | Миодраг Мики Крстовић |
| Сели            | Бони Хант      | Даница Тодоровић      |
| Вукша (Мејтер)  | Кабл Лери      | Марко Мрђеновић       |
| Рамон           | Чич Марин      | Милан Антонић         |
| Луиђи           | Тони Шалхауб   | Марко Марковић        |
| Гвидо           | Гвидо Гуарони  | оригинални глас       |
| Фло             | Џенифер Луис   | Ана Марковић          |
| Наредник (Сарџ) | Пол Дули       | Бранислав Платиша     |
| Шериф           | Мајкл Велис    | Павле Јеринић         |
| Филмор          | Џорџ Карлин    | Марко Марковић        |
| Црвени (Ред)    | Џои Ранф       | Павле Јеринић         |
| Лизи (Хејзи)    | Кетрин Хелмонд | Марија Дакић          |
| Мек             | Џон Раценберер | Владан Милић          |
| Чик Хикс        | Мајкл Китон    | Слободан Стефановић   |

## Опис ликова
- Муња Меквин - Млади тркач решен да постане најмлађи победник Пистон купа. Жутокљунац и усијана глава има само две ствари на уму - победу и славу која иде уз њу. Међутим, када залута у заборављени градић Радијатор Спрингс и када мора сам да се снађе, пада на испиту - основним животним стварима. Овен Вилсон дао је глас овом тркачком аутомобилу који схвата да је живот путовање, а не одредиште.
- Док Хадсон - Тихи сеоски лекар и механичар с тајанственом прошлошћу. Он је хадсон хорнет из 1951. године, важан лик у малом граду, који служи и као судија. Поштован је и обожаван од стране суграђана. Мало прича и уопште није одушевљен гостом - Муњом Меквином. Жутокљунац потцењује Дока, о њему мисли да је само један дека аутомобил, али открива да овај олдтајмер има још понеки трик у рукаву
- Сели - Порше карера 911 из 2002, одрасла је у Калифорнији. Досадио јој је живот у брзој траци и решила је да почне нов живот у Радијатор Спрингсу. Власница мотела Кози Коун и највећи оптимиста у градићу верује да ће јој се вратити некадашња слава и да ће поново имати значајно место на ауто-картама. Помаже Муњи Меквину да крене правим путем у животу.
- Вукша - Добродушни стари камионет тегљач можда јесте зарђао, али и даље има најбржу сајлу у Карбуратор округу и увек је ту да први притекне у помоћ. Вукша постаје пријатељ са Меквином и види га као потенцијалног најбољег другара упркос његовим манама. Самопрозвани најбољи возач у рикверц на свету, Вукша сања о томе да се вози у хеликоптеру, али ипак остаје чврсто на земљи и на свом досадном послу.
- Филмор - Становник Радијатор Спрингса, фолксваген комби из 1960, који сам себи прави органско гориво и свима прича о предностима његовог коришћења; посетиоци могу и сами да се увере у то иза његовог дома. Као поборник теорија завере и неко ко не одржава своје двориште по коме су разбацане гуме и делови, не уклапа се баш у слику уредног и мирног малог града. Његов комшија Сарџ има велики проблем с тим, али упркос повременим несугласицама, они не могу да живе један без другог.
- Сарџ - Патриота, војни џип из 1942 - Други светски рат. Води војни отпад и често „фризира“ травњак испред свог здања како би био прецизно изравнан. Иако се стално жали на свог хипи комшију, зна да му је живот много интересантнији када је Филмор у близини.
- Рамон - Власник студија за боди арт. Он је импала из 1959. Прави је чаробњак с бојом и металом, али годинама није имао муштерију. Док чека да се појави платежна муштерија, сам себе префарбавају сваког дана и нада се да ће Меквин пожелети још неку шару.
- Фло - Удата за Рамона и власница кафеа В-8 Код Фло, она је бестидна и непосредна - изложбени аутомобил из педесетих година. Гостима нуди најбоље гориво у 50 држава. Њен кафе је популарно место окупљања суграђана који ту долазе да се напоје горивом, поделе понеки трач и саслушају мајчинске савете које им Фло дели. Рамон и Фло су пар - љубав на први поглед, а упознали су се док је она била на пропутовању кроз земљу као Моторама девојка.
- Луиђи - Добродушни и узбудљиви фића (фијат 500) из 1959. води продавницу гума. Он и његов другар виљушкар Гвидо су велики обожаваоци тркачких аутомобила, посебно ферарија, који увек радо услуже. Како посао и не иде баш најсјајније, с овим веселим трговцима увек се може погодити добра цена за сет точкова.
- Шериф - Експерт за пут 66, заклет да чува ред у Радијатор Спрингсу. Увек на опрезу да неко случајно не би јурио кроз његов град, он ужива док прича приче о вољеном путу. Воли да повремено задрема иза билборда на улазу у град.
- Краљ - Плимут суперберд, тркачки аутомобил из 1970. Освајач Пистон купа више од било ког аутомобила у историји. Иако је славан, он је скроман момак везан за свој дом и зна да је потребно много више од трофеја да би неко био прави шампион. Верује у напоран и тимски рад. Пуно времена поклања својој драгој, гђи Краљ. На крају сезоне одлази у пензију и раскида сарадњу са својим спонзором Диноком. Краљ је помало љубоморан на све младе тркаче у успону.
- Чик Хикс - Тркачки ветеран и бескрупулозни такмичар који је на свакојаке начине упадао у трке. Освојио је више других места него било ко икада. Увек у краљевој сенци, не преза ни од чега да би се дограбио Диноковог спонзорства. Убеђен је да његово време тек долази и неће дозволити да Меквин стане између њега и његовог освајања Пистон купа.
- Мек - Камион, Меквинов возач.

## Радијатор Спрингс
Радијатор Спрингс или на српском језику Хладњак доњи, је мали забачени градић на ауто путу 66 у Калифорнији који је био популарна туристичка дестинација 60-их година јер није било краћих и модернијих путева којима се скраћује пут. Десетак километара од града налази се стари ресторан који је као и сам град запостављен и одбачен појавом модерних путева. У граду се налазе неки од најбољих мајстора у Калифорнији који су такође заборављени.

## Серија
По филму направљена је и серија Аутомобили: Вукшине дуге приче (енгл. Cars Toons: Mater's Tall Tales) у којима се радња дешава у Радиатор Спригсу када Вукша препричава своје догодовштине Муњи Меквину. Серија се дели у три сезоне, прва је изашла 2008, друга 2009. и трећа која још није завршена.
| Прва сезона        |
| ------------------ |
| 1. Спасилац Вукша  |
| 2. Племенити Вукша |
| 3. Ел Вукшадор     |

| Друга сезона                     |
| -------------------------------- |
| 1. Неидентификовани Летећи Вукша |
| 2. Токио Вукша                   |
| 3. Чудовишни рвач Вукша          |
| 4. Рок звезда Вукша              |
| 5. Вукша на Месецу               |
| 6. Приватни детектив Вукша       |

| Трећа сезона - у току      |
| -------------------------- |
| 1. Ваздухопловац Вукша     |
| 2. Вукша путује кроз време |

## Наставци

### Аутомобили 2
Овај наставак изашао је 2011. године и један је од најгледанијих Дизни/Пиксар анимираних филмова. Такође га је као и оригинални филм режирао Џон Лестер у сарадњи са Џоом Рентфом. Радња сада прати Мејтера који преузима дужност америчког шпијуна и заједно са Холи Шифтвел и Фином Мекмислом разрешава мистерију аутомобила чији је мотор без разлога експлодирао.

### Аутомобили 3
Овај део изашао је 2017. године. У овом филму Муња Меквин изненада ће бити изгуран из спорта који воли. Да би се вратио у игру, биће му потребна помоћ амбициозне младе механичарке, Круз Рамирез, која има сопствене планове за победу, плус инспирација покојног фантастичног Хадсон Хорнета и још пар неочекиваних обрта. Доказујући да број 95 још увек није готов, провериће срце шампиона на највећој позорници Пистон купа.

## Авиони
Џон Лестер најавио је да ће 2013. године изаћи спин-оф цртаног филма „Аутомобили“ под називом „Авиони“. Такође је 2014. године изашао наставак под називом „Авиони 2: Храбри ватрогасци“.